# Secodontosaurus
Secodontosaurus je vyhynulý rod savcovitého plaza z řádu Pelycosauria. Je podobný svým příbuzným Dimetrodonovi a Sphenacodontovi a stejně jako oni měl kožní plachtu na zádech. Lišil se od nich ale hlavou,která byla nízká a úzká. Mohl s ní lovit zvířata žijící v zemi a pravděpodobně lovil ryby stejně jako Varanosaurus nebo Ophiacodon.

## Druhy
- Secodontosaurus longiramus
- Secodontosaurus obtusidens